# Isoetes panamensis
Isoetes panamensis är en kärlväxtart som beskrevs av William Ralph Maxon och C. V. Morton. Isoetes panamensis ingår i släktet braxengräs, och familjen Isoetaceae. Inga underarter finns listade i Catalogue of Life.